# HMS Prins Karl (1684)
Prins Karl (1684) — шведский 80-пушечный парусный линейный корабль 2 ранга, спущенный на воду в 1684 году.
Заложен как HMS Sverige (рус. Швеция), спущен как «Wenden», 4 марта 1685 года переименован в «Göta Rike», 21 октября 1694 года корабль получил новое название — «Принц Карл».
Во время своей службы, с 1685 по 1722 год, «Принц Карл» входил в состав шведского флота, в ходе Великой Северной войны принимал участие в нескольких морских кампаниях: участвовал в Гангутском сражении и сражении при Рюгене.